# Walter Rudolf Hess
A nemzetiszocialista politikusról lásd: Rudolf Heß
Walter Rudolf Hess (Frauenfeld, Thurgau kanton, 1881. március 17. – Locarno, 1973. augusztus 12.) svájci orvos, fiziológus. 1949-ben António Egas Monizzal közösen orvostudományi Nobel-díjjal tüntették ki, mert felfedezte, hogy a köztiagy koordinálja a belső szervek aktivitását.

## Élete
Walter Hess a Thurgau kantonban fekvő Frauenfeld városában született 1881. március 17-én, Clemens Hess fizikatanár és felesége, Gertrud Fischer három gyermeke közül a másodikként. Apja, aki egy kis meteorológiai állomást is működtetett, már fiatalkorában megtanította a műszerek gondos kezelésre. A középiskolát a helyi gimnáziumban végezte, utána pedig 1900-ban beiratkozott a Lausanne-i Egyetem orvosi szakára. Tanulmányait Bern, Berlin, Kiel és Zürich egyetemein folytatta és végül 1906-ban az utóbbi városban lett az orvostudományok doktora.
Karrierjét sebészasszisztensként kezdte Münsterlingenben, és közben tanulmányozta a vérkeringést és érrendszert. Kidolgozott egy műszert a vér viszkozitásának mérésére, amit később a vérsüllyedési módszerek megjelenéséig gyakran használtak a klinikai gyakorlatban. 1907-ben azonban a jobb megélhetés reményében Zürichbe költözött, Otto Haabtól két év alatt megtanulta a szemészetet és Rapperswilben magánpraxisba kezdett. Miután megteremtette az anyagi alapokat, feleségül vette menyasszonyát, Louise Sandmeiert. Két gyermekük született, Gertrud 1910-ben és Rudolf Max 1913-ban.

## Egyetemi karrierje
Bár a praxis jól jövedelmezett, 1912-ben mégis elfogadott egy állást a Zürichi Egyetem élettani intézetében. A következő évben privátdocenssé nevezték ki, noha a belgyógyászati tanszék vezetője dohogott a matematikai képletek túlzott alkalmazása miatt a disszertációjában. Az első világháború kitörése után – bár Svájc nem tartozott a harcoló felek közé – többször behívták rövidebb időre a svájci hadseregbe, hogy katonaorvosként teljesítsen szolgálatot. 1915/16-ban egy évet dolgozott együtt Max Verwornnal a németországi Bonnban, ahol szívesen látták, mert az orvosok és kutatók nagy része frontszolgálatot teljesített. 1916-ban az zürichi élettani intézet igazgatója megbetegedett és lemondott. Az intézet vezetését ideiglenesen Hess látta el. A tanszék egy tapasztaltabb német tudóst szeretett volna igazgatónak, de a Hesst támogató munkatársak és diákok tiltakozása miatt a kanton oktatásügyi minisztere maga kezdett vizsgálódni az ügyben és végül a svájci tudóst nevezték ki professzornak és az intézet igazgatójának. Hess ezt a pozíciót egészen 1951-es visszavonulásáig megtartotta. Modernizálta az egyetemen az oktatási módszereket, elindított egy kurzust a kísérleti módszerekről és az elsők között használt mozgóképet a tanításban.

## Tudományos munkássága
Eleinte a vérkeringés és a légzés szabályozását vizsgálta, de egyre inkább érdekelte ezen funkciók szabályozása. Azt már a 20. század elején tudták, hogy a hipotalamusz kapcsolatban van az autonóm idegrendszer szimpatikus ágával, és szerepet játszik több alapvető élettani funkció szabályozásában. Hess ezért a köztiagyat kezdte komolyabban vizsgálni, és eredményeiért már 1932-ben Marcel Benoist-díjat kapott.
Az 1930-as években újabb kísérletekbe fogott: macskák agyát stimulálta elektródákkal. Ilyesmivel már mások is próbálkoztak, de Hess jelentős  módszertani újításokat vezetett be:
- az addig szokásosnál jóval vékonyabb, mindössze 0,25 mm átmérőjű elektródákat használt (amivel egyszerre csökkentette az ingerelt területet és az elektróda sebzését),
- alaposan csökkentette az elektródára adott feszültséget (és ezzel az ingerelt területet).

Eredményei esetenként drámaiak voltak. Amikor a hipotalamusz hátsó részét ingerelte, a macskák vészreakciókat mutattak:
- vérnyomásuk megemelkedett,
- légzésük gyorsult,
- a hátukat felgörbítették,
- a szőrük felállt,
- morogtak és fújtak.

Ez odáig fajulhatott, hogy megtámadták a legközelebbi kutatót vagy épp ellenkezőleg, pánikszerűen elmenekültek (például egy nyitva felejtett tetőablakon át).
Amikor viszont hipotalamusz elülső részét ingerelte, az állatok gyakran elaludtak, szívverésük lassult, vérnyomásuk csökkent. (Ezt a következményt mindaddig nem tudták értelmezni, amíg az alvást a környezeti ingerek, illetve a stimuláció hiánya miatt fellépő, passzív folyamatnak tekintették).
A tapasztalatokat összesítve az derült ki, hogy a hipotalamusz hátulsó része a szimpatikus, az elülső pedig a paraszimpatikus idegrendszer működését szabályozza: ez köti össze az észleléshez szükséges agykérgi területeket az autonóm idegrendszer közvetlen szabályozóival. A reakciók összetett jellegé Hess úgy értelmezte, hogy a stimulált idegrendszerű macska valódi félelmet él, és azt a látóterében lévő lehetséges forráshoz, tehát a legközelebbi kísérletvezetőhöz köti — ezt az elképzelést közvetett módon más vizsgálatok megerősítették.
Felfedezéseiért 1949-ben Egas Monizzal megosztva orvostudományi Nobel-díjat kapott.
Később még a mozgás mechanizmusát és a meteorológiai viszonyok emberi szervezetre gyakorolt hatását vizsgálva is tett fontos felfedezéseket tett.

## Személyisége
Szigorú vezető és tanár volt, aki sokat követelt magától, de diákjaitól és munkatársaitól is. Nem volt vallásos, de többször hangsúlyozta, hogy tekintettel kell lenni a tudományos megfigyelések korlátaira is. Megkövetelte, hogy humánusan bánjanak a kísérleti állatokkal, de vehemensen védte az állatkísérletek jogát.
Walter Rudolf Hess 1973. augusztus 12-én szívrohamban hunyt el, 92 éves korában.